# Zetomimus francisi
Zetomimus francisi är en kvalsterart som först beskrevs av Herbert Habeeb 1974.  Zetomimus francisi ingår i släktet Zetomimus och familjen Ceratozetidae. Inga underarter finns listade i Catalogue of Life.